# Benjamin Brière
Pour les articles homonymes, voir Brière (homonymie).
 (mai 2025).
Motif : Deux sources de janvier 2022 quand il est arrêté, une source de 2023 quand il est libéré : pas de notoriété sur la durée.
- Archive Wikiwix
- Bing
- Cairn
- DuckDuckGo
- E. Universalis
- Gallica
- Google
- G. Books
- G. News
- G. Scholar
- Persée
- Qwant
- (zh) Baidu
- (ru) Yandex
- (wd) trouver des œuvres sur Wikidata

| 1. | Préciser le motif de la pose du bandeau. | Précisez le motif de la pose du bandeau en utilisant la syntaxe suivante : {{admissibilité à vérifier\|date=juin 2025\|motif=remplacez ce texte par le motif}}                       |
| 2. | Informer les utilisateurs concernés.     | Pensez à avertir le créateur de l'article, par exemple, en insérant le code ci-dessous sur sa page de discussion : {{subst:avertissement admissibilité à vérifier\|Benjamin Brière}} |

Benjamin Brière est un voyageur et blogueur français.
Il est originaire de Lyon et est âgé de 38 ans fin 2024.
Deux ans après avoir commencé un voyage intercontinental, il est arrêté par les autorités iraniennes en mai 2020 pour avoir photographié des zones interdites, piloté un drone récréatif dans un parc naturel du désert près de la frontière entre l'Iran et le Turkménistan et critiqué sur les médias sociaux le port obligatoire du voile islamique.
Après avoir été détenu pour espionnage et propagande et condamné à huit ans de prison, puis avoir fait grève de la faim, il est condamné en janvier 2022 à huit mois supplémentaires de prison.
Il est libéré le 12 mai 2023 avec son compatriote Bernard Phelan.